# Hokushin-ron

Carte des plans du hoshukin-ron pour une potentielle attaque de l'Union soviétique. Les dates indiquées sont les années d'acquisitions japonaises du territoire.

La doctrine d'expansion vers le Nord (北進論, Hokushin-ron, « Route du Nord ») est une doctrine politique de l'empire du Japon qui pose que la Mandchourie et la Sibérie appartiennent à la sphère d'influence du Japon et que la valeur potentielle pour l'empire japonais de l'expansion économique et territoriale dans ces régions est plus importante qu'ailleurs. Ses partisans sont parfois appelés « Groupe d'attaque vers le Nord ». Elle est largement soutenue par l'armée impériale japonaise durant la période de l'entre-deux-guerres mais est abandonnée en 1939 après la défaite en Mongolie à la bataille de Khalkhin Gol (appelé « incident de Nomonhan » au Japon). Elle est diamétralement opposée à celle du nanshin-ron (doctrine d'expansion vers le Sud) (南進論) selon laquelle c'est l'Asie du Sud-Est et les îles du Pacifique qui doivent être les objectifs du Japon pour s'emparer des ressources des colonies européens de ces régions et neutraliser les forces occidentales dans le Pacifique.

## Origines
Depuis la première guerre sino-japonaise dans les années 1890, la doctrine du hokushin-ron commence à dominer la politique étrangère du Japon. Elle est à l'origine de l'invasion de Taïwan de 1895 et du traité d'annexion de la Corée de 1910. Après la guerre russo-japonaise (1904-1905), le maréchal Yamagata Aritomo, un des architectes idéologiques politiques et militaires du hokushin-ron, trace les lignes d'une stratégie de défense contre la Russie. Le livre blanc de février 1907 sur la défense nationale envisage deux stratégies : le nanshin hokushin ron (défense au Sud et avancée au Nord) et le hokushu nanshin ron (défense au Nord et avancée au Sud). Il y a alors d'intenses discordes au sein du Japon sur ces deux stratégies divergentes. Après la Première Guerre mondiale, les troupes japonaises sont déployées en Extrême-orient russe dans le cadre de l'intervention en Sibérie durant la guerre civile russe et avec l'espoir que le Japon puisse être libéré d'une future menace russe en lui détachant la Sibérie pour former un État tampon indépendant. Les troupes japonaises restent sur place jusqu'en 1922, alimentant les discussions des stratèges japonais sur l'idée d'une occupation japonaise permanente de la Sibérie à l'est du lac Baïkal.

## Invasion japonaise de la Mandchourie
Une étape essentielle du hokushin-ron doit être la conquête japonaise de la Mandchourie pour obtenir de facto une frontière terrestre avec l'Union soviétique. Une désobéissance de soldats de l'armée japonaise du Guandong provoque l'incident de Mukden et fournit par la même occasion un prétexte à l'invasion japonaise de la Mandchourie. Étant donné que cette armée ne dispose que de 12 000 hommes disponibles au moment du début de l'invasion, elle a très vite besoin de soutiens supplémentaires. Le ministre de la Guerre Sadao Araki est un des fervents partisans du hokushin-ron et d'une attaque sur l'Extrême-orient russe et la Sibérie. Il s'arrange pour que l'armée japonaise de Corée entre en Mandchourie sans la permission de Tokyo pour soutenir l'armée du Guandong. Ces manigances pour conquérir la Mandchourie se déroulent comme prévu et quand le Premier ministre Reijirō Wakatsuki est mis devant le fait accompli, il ne peut que protester en démissionnant avec son gouvernement. Quand un nouveau est formé, Araki, alors ministre de la Guerre, a le réel pouvoir au Japon. Un État fantôche est formé en Chine du Nord-Est et en Mongolie-intérieure. Appelé « Mandchoukouo », il est gouverné sous une forme de monarchie constitutionnelle.

## Apparition de factions au sein de l'armée
La doctrine du hokushin-ron est largement soutenue par l'armée impériale japonaise. Le général Kenkichi Ueda en est un grand partisan, pensant que l'ennemi principal du Japon est le communisme et que le destin du Japon est de partir à la conquête des ressources naturelles du Nord sous-peuplé du continent asiatique. Le général Yukio Kasahara, également fervent partisan, pense que l'Union soviétique est à la fois une grande menace mais également une grande opportunité pour le Japon.
Cependant, des cliques rivales d'officiers dans l'armée prétendent chacune représenter la « vrai volonté » de l'empereur. L'ultranationaliste faction de la voie impériale (kōdōha) compte de nombreux jeunes activistes soutenant la stratégie du hokushin-ron et l'idée d'une attaque préventive contre l'Union soviétique. Ils s'opposent à la faction du contrôle, plus modérée, qui veut privilégier une expansion défensive plus prudente, cherche à imposer une plus grande discipline à l'armée et considère une guerre avec la Chine comme un impératif stratégique.
Les relations entre l'armée et la marine japonaises sont rarement cordiales et souvent hostiles, une situation dont l'origine peut être remontée jusqu'à l'ère Meiji. Depuis les années 1930, l'armée considère l'Union soviétique comme la plus grande menace du Japon et soutient la doctrine du hokushin-ron en pensant que les intérêts stratégiques du Japon sont sur le continent asiatique. La marine regarde cependant de l'autre côté, dans l'océan Pacifique, et considère, elle, que ce sont les États-Unis qui sont la plus grande menace et soutient la doctrine du nanshin-ron en pensant que les intérêts stratégiques du Japon sont en Asie du Sud-Est et dans les îles du Pacifique. Au milieu des années 1930, certains affrontements ont lieu entre l'armée et la marine au sujet des divergences de vues sur l'expansion.

## Événements de 1936
La faction de la voie impériale, qui favorise le hokushin-ron, domine l'armée durant la mandat d'Araki comme ministre de la Guerre de 1931 à 1934, occupant les plus hautes positions. Cependant, beaucoup de ses membres sont remplacés par des officiers de la faction du contrôle après la démission d'Araki pour raisons de santé en 1934,. En 1936, de jeunes officiers de l'armée proches de la faction de la voie impériale tentent un coup d'État lors de l'incident du 26 février. En conséquence, les généraux membres de la faction sont purgés de l'armée, dont Araki, qui est forcé de se retirer en mars 1936.
Le plan de défense nationale, formulé en juin 1936, mélange le nokushin-ron et le nanshin-ron en demandant que l'armée et la marine adoptent chacune une approche pacifique et non-provocatrice de leurs « ennemis ». L'objectif est d'acquérir les territoires qui possèdent des ressources stratégiques, en particulier du pétrole, dont le Japon a besoin pour soutenir sa croissance et son économie mais qu'il ne possède pas chez lui. Une expansion vers le Nord (hokushin-ron) permettrait de s'emparer des ressources naturelles de Sibérie (en) en attaquant l'Union soviétique à partir de la Mandchourie. Une expansion vers le Sud (nanshin-ron) impliquerait de conquérir l'Indonésie et les autres colonies françaises, néerlandaises et/ou britanniques,. L'approvisionnement en ressources du Japon serait assuré en créant une « sphère de coprospérité de la grande Asie orientale ». Cependant, les puissances européennes dominent l'Asie du Sud-Est depuis plus d'un siècle et la politique étrangère japonaise est encore peu expérimentée. En suivant la stratégie du nanshin-ron, le Japon court le risque, même si certains milieux l'espèrent – d'une escalade de la guerre avec les grandes puissances mondiales.
En novembre 1936, le pacte anti-Komintern est signé entre le Japon et l'Allemagne nazie. Il stipule qu'en cas d'attaque de l'Union soviétique contre l'Allemagne ou le Japon, les deux pays s'accorderaient sur les mesures à prendre pour « sécuriser leurs intérêts communs ». Il stipule également qu'aucun des deux ne doit signer de traités politiques avec l'Union soviétique et que l'Allemagne accepte de reconnaître le Mandchoukouo.

## Conflits frontaliers soviéto-japonais
Une série de conflits frontaliers soviéto-japonais commence en 1932 mais sans aucune déclaration de guerre officielle. Les actions agressives organisées par le commandement japonais sur la frontière mènent à la désastreuse bataille de Khalkhin Gol de 1939 qui provoque de lourdes pertes pour l'armée du Guandong et ébranle sérieusement sa réputation. Une avancée au Nord en Sibérie est alors considérée comme impossible à la vue de la supériorité soviétique en nombre et en armes. Cependant, le général Ueda continue de soutenir les actions de ses officiers et refuse de les empêcher de mener des actions similaires, restant fermement attaché à la stratégie du hokushin-ron. Il est rappelé au Japon fin 1939 et forcé de se retirer. L'armée du Guandong est purgée de ses éléments les plus désobéissants et de ses partisans du hokushin-ron,.

## Abandon duhokushin-ron
Le prestige de l'armée est affaibli par ses échecs à la frontière soviétique et la marine en profite pour gagner l'ascendant. Elle est soutenue par de nombreux zaibatsu (conglomérats industriels), convaincus qu'ils pourraient mieux servir leurs intérêts en répondant aux besoins de la Marine. La débâcle militaire sur le front de Mongolie, la seconde guerre sino-japonaise en cours, et l'attitude négative des Occidentaux  vis-à-vis des tendances expansionnistes du Japon mènent à une adoption progressive du nanshin-ron afin de s'emparer des ressources coloniales d'Asie du Sud-Est et de neutraliser la menace posée par les forces occidentales dans le Pacifique. Le Japon et l'Union soviétique signe le pacte de neutralité nippo-soviétique en avril 1941, libérant le Japon pour préparer la guerre du Pacifique,,. Quand l'Allemagne nazie envahit l'Union soviétique en juin 1941, le Japon ne rejoint pas les puissances de l'Axe en refusant d'ouvrir un second front en Extrême-orient. Le Japon ne s'engage en effet pas militairement avec l'Union soviétique jusqu'à ce que l'elle lui déclare la guerre en août 1945.